# A.C. Milan w roku 1901
Osiągnięcia i skład piłkarskiego zespołu A.C. Milan w roku 1901.

## Osiągnięcia
- Mistrzostwa Włoch: 1. miejsce

## Podstawowe dane
- Oficjalna nazwa klubu: Milan Cricket and Foot-Ball Club
- Siedziba klubu: Fiaschetteria Toscana, Via Berchet 1
- Boisko: Trotter
- Prezes klubu:  Alfred Edwards
- Trener zespołu:  Herbert Kilpin
- Kapitan drużyny:  Herbert Kilpin (sekcja piłkarska),  Edward Nathan Berra (sekcja krykieta)

## Skład zespołu
Bramkarze:
| Anglia | Hoberlin Hood |

Obrońcy:
| Szwajcaria | Hans Heinrich Suter |
| Włochy     | Catullo Gadda       |
| Szwajcaria | Luigi Wagner        |

Pomocnicy:
| Anglia | Herbert Kilpin     |
| Anglia | Kurt Lies          |
| Włochy | Daniele Angeloni   |
| Włochy | Agostino Recalcati |

Napastnicy:
| Anglia | Samuel Richard Davies     |
| Anglia | David Allison             |
| Walia  | Penvhyn Llewellyn Neville |
| Włochy | Ettore Negretti           |
| Włochy | Guerriero Colombo         |